# موريس هارت
موريس هارت هو محامي وسياسي كندي، ولد في 15 أبريل 1895 في Dorohoi ‏ في رومانيا، وتوفي في 15 مارس 1950 في مونتريال في كندا. نشط حزبياً في الحزب الليبرالي الكندي وحزب كيبيك الليبرالي. وقد انتخب عضو الجمعية الوطنية في كيبك ‏ وانتخب عضو مجلس العموم الكندي.